# Liber
Libero (detto anche Liber Pater) era il dio italico della fecondità, del vino e dei vizi. Dopo la soppressione da parte del Senato romano dei culti di Bacco, gli italici seguirono nuovi usi riferiti a quest'ultimo, certo più quieti dei baccanali.
Nonostante non vi fossero meri luoghi di culto nell'Urbe per Liber, i giorni seguenti il 17 marzo si festeggiavano i Liberalia, con feste e divertimenti (e riposo nei campi, in quanto Liber era dio agreste). In quei giorni non lavorativi, gli adolescenti avevano diritto a divenire adulti, secondo le regole del tempo, con l'assegnazione della toga virilis (toga praetexta) e del praenomen.
Liber, secondo le testimonianze giunte fino ad oggi, aveva come compagna la dea Libera.
Seneca in "De tranquillitate animi" XVII, 8 sostiene che Libero, in quanto inventore del vino, sarebbe stato chiamato così non tanto perché col bere la lingua si faccia più sciolta e sciorini parole in libertà  quanto perché il vino libera l'animo dalla schiavitù degli affanni, rassicurandolo e rendendolo più ardito ad ogni impresa.